# Elitserien i baseboll 1986
Elitserien i baseboll 1986 var den för 1986 års säsong högsta serien i baseboll i Sverige. Totalt deltog 8 lag i serien, där alla lag spelade mot varandra tre gånger vilket gav totalt 21 omgångar. Efter detta gick de fyra främsta vidare till slutspel och de fyra sämsta till nedflyttningsserien. I nedflyttningsserien spelade lagen mot varandra tre gånger, vilket gav nio omgångar. Det sämsta laget flyttades ner.

## Grundserien
| Nr | Lag         | Matcher | Vunna | Förlorade | Vinstprocent |
| -- | ----------- | ------- | ----- | --------- | ------------ |
| 1  | Sundbyberg  | 21      | 16    | 5         | 0.762        |
| 2  | Leksand     | 21      | 15    | 6         | 0.714        |
| 3  | Skellefteå  | 21      | 13    | 8         | 0.619        |
| 4  | Bagarmossen | 21      | 12    | 9         | 0.571        |
| 5  | Kungsängen  | 21      | 9     | 12        | 0.429        |
| 6  | Edsberg     | 21      | 8     | 13        | 0.381        |
| 7  | Skarpnäck   | 21      | 6     | 15        | 0.286        |
| 8  | Sundsvall   | 21      | 5     | 16        | 0.238        |

## Slutspel

### Semifinal
| Nr | Lag         | Matcher | Vunna | Förlorade | Vinstprocent |
| -- | ----------- | ------- | ----- | --------- | ------------ |
| 1  | Sundbyberg  | 3       | 3     | 0         | 1.000        |
| 2  | Bagarmossen | 3       | 0     | 3         | 0.000        |

| Nr | Lag        | Matcher | Vunna | Förlorade | Vinstprocent |
| -- | ---------- | ------- | ----- | --------- | ------------ |
| 1  | Leksand    | 3       | 3     | 0         | 1.000        |
| 2  | Skellefteå | 3       | 0     | 3         | 0.000        |

### Final
| Nr | Lag        | Matcher | Vunna | Förlorade | Vinstprocent |
| -- | ---------- | ------- | ----- | --------- | ------------ |
| 1  | Sundbyberg | 3       | 3     | 0         | 1.000        |
| 2  | Leksand    | 3       | 0     | 3         | 0.000        |

## Nedflyttningsserien
| Nr | Lag        | Matcher | Vunna | Förlorade | Vinstprocent |
| -- | ---------- | ------- | ----- | --------- | ------------ |
| 1  | Skarpnäck  | 6       | 5     | 1         | 0.833        |
| 2  | Kungsängen | 6       | 4     | 2         | 0.667        |
| 3  | Sundsvall  | 6       | 3     | 3         | 0.500        |
| 4  | Edsberg    | 6       | 0     | 6         | 0.000        |

### Webbkällor
- Svenska Baseboll- och Softbollförbundet, Elitserien 1963-